# Philip Doyle
Philip Doyle (17 de septiembre de 1992) es un deportista irlandés que compite en remo.
Participó en los Juegos Olímpicos de París 2024, obteniendo una medalla de bronce en la prueba de doble scull.
Ganó dos medallas en el Campeonato Mundial de Remo, en los años 2019 y 2023, ambas en la prueba de doble scull.

## Palmarés internacional
| Juegos Olímpicos   | Juegos Olímpicos     | Juegos Olímpicos  | Juegos Olímpicos |
| Año                | Lugar                | Medalla           | Prueba           |
| ------------------ | -------------------- | ----------------- | ---------------- |
| 2024               | París (Francia)      | Medalla de bronce | Doble scull      |
| Campeonato Mundial |                      |                   |                  |
| Año                | Lugar                | Medalla           | Prueba           |
| 2019               | Ottensheim (Austria) | Medalla de plata  | Doble scull      |
| 2023               | Belgrado (Serbia)    | Medalla de bronce | Doble scull      |